# Перебиковецька сільська рада
Перебикове́цька сільська́ ра́да — адміністративно-територіальна одиниця та орган місцевого самоврядування в Хотинському районі Чернівецької області. Адміністративний центр — село Перебиківці.

## Загальні відомості
- Населення ради: 2 715 осіб (станом на 2001 рік)

## Населені пункти
Сільській раді підпорядковані населені пункти:
- с. Перебиківці
- с. Зелена Липа

## Склад ради
Рада складається з 16 депутатів та голови.
- Голова ради: Дронь Віктор Васильович
- Секретар ради: Радашко Галина Дмитрівна

### Керівний склад попередніх скликань
| Прізвище, ім'я, по батькові | Основні відомості                                                 | Дата обрання | Дата звільнення |
| --------------------------- | ----------------------------------------------------------------- | ------------ | --------------- |
| Дронь Віктор Васильович     | Сільський голова, 1962 року народження, освіта вища, безпартійний | 26.03.2006   | 31.10.2010      |
| Дронь Віктор Васильович     | Сільський голова, 1962 року народження, освіта вища, безпартійний | 31.10.2010   |                 |

Примітка: таблиця складена за даними сайту Верховної Ради України

### Депутати
За результатами місцевих виборів 2010 року депутатами ради стали:

#### За суб'єктами висування
| Суб'єкт висування           | Кількість обраних депутатів | %    |
| --------------------------- | --------------------------- | ---- |
| Самовисування               | 8                           | 50   |
| Партія регіонів             | 7                           | 43,8 |
| Комуністична партія України | 1                           | 6,3  |

#### За округами
| № округу                    | Прізвище, ім'я, по батькові   | Дата визнання обраним | Освіта  | Партійна приналежність | Відомості про обраного депутата                         |
| --------------------------- | ----------------------------- | --------------------- | ------- | ---------------------- | ------------------------------------------------------- |
| Комуністична партія України |                               |                       |         |                        |                                                         |
| 5                           | Юрков Іван Степанович         | 04.11.2010            | середня | позапартійний          | тимчасово не працює                                     |
| Партія регіонів             |                               |                       |         |                        |                                                         |
| 1                           | Саршог В'ячеслав Миколайович  | 04.11.2010            | середня | позапартійний          | пенсіонер                                               |
| 2                           | Бородач Сергій Олександрович  | 04.11.2010            | середня | позапартійний          | Перебиковецька загальноосвітня школа, оператор котельні |
| 3                           | Шупарський Антон Михайлович   | 04.11.2010            | середня | позапартійний          | пенсіонер                                               |
| 4                           | Радашко Галина Дмитрівна      | 04.11.2010            | середня | позапартійна           | Перебиковецька сільська рада, секретар                  |
| 13                          | Бородач Іван Олександрович    | 04.11.2010            | середня | позапартійний          | тимчасово не працює                                     |
| 15                          | Бучок Іван Васильович         | 04.11.2010            | середня | член Партії регіонів   | приватний підприємець                                   |
| 16                          | Онуфрієв Віталій Іванович     | 04.11.2010            | середня | позапартійний          | тимчасово не працює                                     |
| Самовисування               |                               |                       |         |                        |                                                         |
| 6                           | Довганюк Валентин Миколайович | 04.11.2010            | вища    | позапартійний          | Перебиковецька сільська рада, інженер-землевпорядник    |
| 7                           | Глухий Руслан Дмитрович       | 04.11.2010            | вища    | позапартійний          | тимчасово не працює                                     |
| 8                           | Чоплак Марія Петрівна         | 04.11.2010            | середня | позапартійна           | Будинок культури, директор                              |
| 9                           | Ціпемука Віталій Миколайович  | 04.11.2010            | середня | позапартійний          | тимчасово не працює                                     |
| 10                          | Лук'яник Людмила Іванівна     | 04.11.2010            | вища    | позапартійна           | тимчасово не працює                                     |
| 11                          | Ціпемука Дмитро Ілліч         | 04.11.2010            | вища    | позапартійний          | Райдержветслужба                                        |
| 12                          | Сандюк Олександр Іванович     | 04.11.2010            | середня | позапартійний          | тимчасово не працює                                     |
| 14                          | Воронюк Лариса Максимівна     | 04.11.2010            | середня | позапартійна           | Перебиковецька сільська рада, касир                     |